# São Bartolomeu da Serra
São Bartolomeu da Serra is een plaats (freguesia) in de Portugese gemeente Santiago do Cacém en telt 455 inwoners (2001).